# David P. Norton
David P. Norton (nascido em 1941) é um teórico de negócios americano, executivo de negócios e consultor de gestão, conhecido como co-criador, juntamente com Robert Kaplan, do Balanced Scorecard. David P. Norton foi co-fundador do Palladium Group, Inc. (anteriormente Balanced Scorecard Collaborative) e atuou como seu CEO.

## Biografia
Norton obteve seu bacharelado em Engenharia Elétrica no início da década de 1960 do Instituto Politécnico de Worcester. Ele continuou seus estudos na Florida Institute of Technology, onde obteve seu mestrado em Investigação operacional e seu MBA na Universidade do Estado da Flórida. Em seguida, mudou-se para a Universidade de Harvard, onde obteve seu Doutorado em Administração de empresas.
Norton começou a sua carreira na indústria. Com Richard L. Nolan, ele co-fundou a empresa de consultoria Nolan, Norton & Co, em 1975, e serviu como seu presidente. Quando a empresa foi adquirida pela KPMG Peat Marwick, em 1987, Nolan se tornou Sócio da empresa até 1992. Em 1992, Norton tornou-se Presidente e fundador da Renaissance Solutions, Inc., e tornou-se seu Diretor presidente, em 1993. Ele também co-fundou, com Robert S. Kaplan, a Software ESM Group, rebatizada como o Palladium Group, com a Balanced Scorecard Collaborative (BSCol) como uma filial, e foi seu Diretor Executivo até 2007. Em 2015, o Palladium Group foi adquirido pelo GRM Internacional (com a combinação de negócios rebatizada Paládio Internacional). Norton e Kaplan permanecem filiados com Paládio.
Norton e Robert S. Kaplan criaram o balanced scorecard, um meio de ligação de uma empresa de ações aos seus objetivos de longo prazo. Kaplan e Norton introduziram o método do balanced scorecard em 1992, em um artigo na Harvard Business Review, O Balanced Scorecard: measures that Drive Performance.

## Publicações selecionadas
- Kaplan, Robert S. e David P. Norton. Mapas estratégicos: Convertendo ativos intangíveis em resultados tangíveis.  Harvard Business Press, 2004.
- Kaplan, Robert S. e David P. Norton. A estratégia de foco da organização: Como balanced scorecard, as empresas prosperam no novo ambiente de negócios.  Harvard Business Press, 2001.

Artigos, uma seleção:
- Kaplan, Robert S. e David P. Norton. , "The Balanced Scorecard: Measures That Drive Performance", Harvard Business Review, Jan.–Fev. 1992.
- Kaplan, Robert S. e David P. Norton. "O balanced scorecard: traduzindo a estratégia em ação." Harvard Business Press, 1996.
- Kaplan, Robert S. e David P. Norton. "Usando o balanced scorecard como sistema de gestão estratégica." Harvard Business Review 74.1 (1996): 75-85.